# Хэяха (приток Щучьей)
Хэяха (устар. Хе-Яха) — река в России, протекает по Приуральскому и Ямальскому районам Ямало-Ненецкого АО. Устье реки находится в 183 км от устья реки Щучьей по левому берегу. Длина реки 82 км.
Вытекает из озера Нгыхыто на высоте 56,8 м.

## Притоки
По порядку от устья:
- 3 км: без названия (пр.)
- 18 км: без названия (лв.)
- 18 км: Сибилейсё (пр.)
- 44 км: Ярапензя-Яха (лв.)
- 46 км: без названия (пр.)
- 53 км: без названия (лв.)

## Данные водного реестра
По данным государственного водного реестра России относится к Нижнеобскому бассейновому округу, водохозяйственный участок реки — Обь от города Салехард и до устья, речной подбассейн реки — бассейны притоков Оби ниже впадения Северной Сосьвы. Речной бассейн реки — (Нижняя) Обь от впадения Иртыша.
Код объекта в государственном водном реестре — 15020300212115300034470.